# Sébastien Frey
Sébastien Jacques André Frey (Thonon-les-Bains, 18 marzo 1980) è un ex calciatore francese, di ruolo portiere.
Con 446 incontri disputati, è quinto tra i giocatori stranieri più presenti in Serie A, alle spalle di Javier Zanetti, Samir Handanovič, Goran Pandev e José Altafini.
Pur avendo trovato poco spazio con la nazionale francese (al suo attivo soltanto due presenze e la partecipazione, da riserva, all'Europeo 2008 giocato in Svizzera e Austria), ha goduto di ottima considerazione nell'arco della propria carriera, al punto da essere considerato tra i migliori portieri della Serie A negli anni 2000. Il fatto di aver trovato poco spazio in nazionale è stato denunciato dallo stesso Frey in un podcast, dove ha dichiarato che veniva spesso escluso dal commissario tecnico Raymond Domenech solo perché giocava nel campionato italiano, non particolarmente apprezzato dall'allenatore francese. L'ex portiere inoltre, ha anche reso pubblico il fatto che altri giocatori in forza in un club di Serie A hanno ricevuto lo stesso trattamento, come l'ex centrocampista Stephane Dalmat, suo compagno di squadra all'Inter.

## Biografia
Anche altri parenti hanno giocato a calcio in passato: il nonno André ha giocato come difensore per Metz e Tolosa, indossando anche la maglia della nazionale in sei occasioni, mentre il padre Raymond, anch'egli portiere, arrivò a giocare fino alla seconda divisione francese. Il fratello Nicolas è stato anch'egli un calciatore professionista.
È stato sposato con Roberta dalla quale ha avuto due figli: Daniel, centrocampista nato nel 2002 e che dall'estate del 2021 è di proprietà della Cremonese dopo essere cresciuto nelle giovanili del Chievo, ed Elsa, nata nel 2004. Grande amante dei motori, possiede due automobili particolari: una Ferrari Enzo di tiratura limitata e una Mini personalizzata. Frey è inoltre buddista della scuola di Nichiren Daishonin, arrivato alla pratica grazie a Roberto Baggio.
Deferito per i fatti di Genoa-Siena 1-4 del 2011-2012 (pressioni da parte dei tifosi allo stadio con i giocatori che si dovettero togliere la maglia), il 6 ottobre 2012 la Procura federale ha chiesto 30 000 euro di multa per Frey e altri suoi 14 compagni di squadra.
Appesi gli scarpini al chiodo, in occasione di Euro 2016 è opinionista a Parigi per Sky Sport. Residente a Nizza, il 14 luglio 2016 si salva per un ritardo dall'attacco terroristico avvenuto sulla Promenade des Anglais che ha causato la morte di 84 persone.
Il 21 marzo 2019, attraverso un post su Instagram, rivela di aver rischiato di morire a causa di un virus che lo aveva completamente debilitato.
Due anni dopo entra a far parte del progetto "Wine of the Champions" di Fabio Cordella per la produzione di vino con il suo nome  ed è anche Ambassador di “Coin of Champions” nell’ambito delle criptovalute.
Nel 2024 diventa opinionista ricorrente a Serie A Show, programma condotto da Giorgia Rossi su DAZN.

## Caratteristiche tecniche
Portiere dotato di grande personalità, Frey era reattivo tra i pali, abile nell'uno contro uno e in grado di disimpegnarsi efficacemente anche coi piedi; meno efficace nelle uscite.

## Carriera

### Club

#### Gli esordi e l'approdo in Italia all'Inter
Sébastien Frey cresce nella squadra francese del Cannes, con cui esordisce in Division 1 e nel calcio professionistico il 20 settembre 1997, giocando da titolare nel pareggio casalingo per 1-1 contro il Rennes. Alla fine della stagione 1997-1998 totalizza ventiquattro presenze in campionato, dopo aver sottratto il posto da titolare in squadra a Grégory Wimbée.
Segnalato da Walter Zenga, nell'estate del 1998 passa all'Inter. A inizio stagione è il terzo portiere dietro a Gianluca Pagliuca e Andrea Mazzantini. A gennaio, complice la cessione di Mazzantini al Perugia, viene promosso secondo portiere. L'esordio in Serie A avviene il 21 marzo 1999 a Genova, quando entra in campo nella partita contro la Sampdoria, entrando al posto di Pagliuca al 70' sul punteggio (poi finale) di 4-0, diventando il primo portiere straniero a giocare con la maglia storia dell'Inter. Diventa in seguito il portiere più giovane di sempre a giocare dal primo minuto con la maglia dell’Inter a 19 anni e 16 giorni. A fine stagione totalizzerà sette presenze in campionato con la maglia nerazzurra.

#### Dal Verona al Parma

Frey tra i pali del Verona nel campionato 1999-2000

Nel calciomercato estivo del 1999, l'Inter decide di girarlo in prestito al Verona, dove il francese gioca da titolare con ottimo rendimento, conquistando la salvezza con la squadra e sfiorando la qualificazione europea.
L'anno successivo torna dal prestito per giocare nell'Inter, dove parte da titolare collezionando ventotto presenze. L'11 maggio 2001, è lui il portiere della storica disfatta per 0-6 dei nerazzurri nel derby di Milano. A causa del campionato disputato sotto le attese dalla squadra la società decide però di rivoluzionare la rosa, e anche lui viene inserito nella lista dei cedibili.
Dalla stagione 2001-2002 passa quindi a titolo definitivo dai nerazzurri al Parma, per una cifra pari a dieci miliardi di lire più il cartellino di Sérgio Conceição. A Parma arriva in sostituzione di Gianluigi Buffon, passato nel frattempo alla Juventus, dopo che Francesco Toldo aveva rifiutato l'offerta della squadra emiliana preferendo trasferirsi proprio all'Inter. Con i gialloblù totalizza centotrentadue presenze in Serie A fino alla stagione 2004-2005, conquistando nel frattempo anche il suo primo, e unico, trofeo: la Coppa Italia 2002, che comunque non lo vede mai scendere in campo durante lo svolgimento del torneo.
La sua ultima partita in maglia gialloblù è lo spareggio-salvezza contro il Bologna del 18 giugno 2005, in cui contribuisce alla vittoria e alla conseguente permanenza in Serie A del proprio club con una prestazione eccellente.

#### Fiorentina

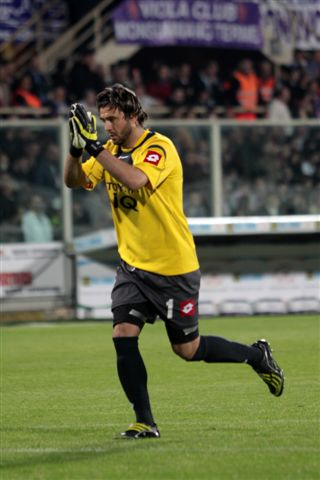
Frey alla Fiorentina nella stagione 2008-2009

Il 24 giugno 2005 Frey passa alla Fiorentina in prestito gratuito con decurtazione dell'ingaggio, fortemente voluto dal suo ex allenatore nelle file del Verona e del Parma Cesare Prandelli. Dopo una prima parte di stagione positiva per lui e la sua squadra, il 10 gennaio del 2006, nel corso di una partita di Coppa Italia contro la Juventus, riceve una botta dopo un contrasto con Zalayeta. Nello scontro il portiere francese si procura un trauma contusivo alla tibia che lo fa rimanere fuori dai campi di gioco per qualche mese, costringendo il direttore sportivo viola Pantaleo Corvino a tornare sul mercato per ingaggiare un sostituto, individuato poi in Bogdan Lobonț. Nei mesi dell'infortunio Frey si avvicina al buddhismo Nichiren grazie anche ai contatti con un altro ex calciatore viola avvicinatosi a tale religione, Roberto Baggio.
Il 15 maggio 2006 la Fiorentina ufficializza l'acquisto a titolo definitivo del portiere francese, pagando il suo cartellino per una cifra pari a 5 milioni e mezzo di euro. Con la nuova stagione Frey riottiene il suo posto da titolare a difesa della porta viola, e dopo un'iniziale difficoltà fisiologica dovuta al lungo stop riacquisisce la forma fisica. La squadra viola a fine campionato risulta come la meno battuta, e il portiere francese, che disputa tutte le partite della stagione, subisce meno di un gol a partita: trentuno in trentotto gare.
Il 3 novembre 2010, durante un allenamento, subisce un grave infortunio al ginocchio (con sollecitazione al legamento crociato anteriore) che lo costringe a sottoporsi a un intervento chirurgico. Rimarrà fuori 5 mesi, tornando in campo nell'aprile del 2011. Lo sostituisce così per tutta la stagione Artur Boruc.

#### Genoa e Bursaspor

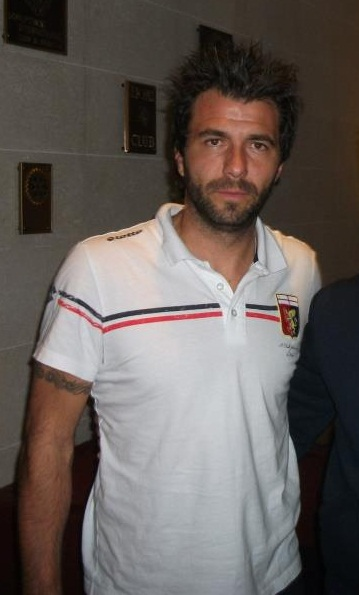
Frey al Genoa nel 2012

Il 29 luglio 2011 si trasferisce a titolo definitivo al Genoa. Resta in Liguria due stagioni nelle quali raggiunge altrettante salvezze. Disputa 76 partite tra campionato e Coppa Italia.
Il 15 luglio 2013 si trasferisce alla squadra turca del Bursaspor per 5 milioni di euro, e quindi lascia la serie A dopo 15 anni e due stagioni in rossoblù. Il 14 luglio 2015 trova l'accordo per la rescissione col club biancoverde. Il 5 dicembre seguente, all'età di 35 anni, annuncia il ritiro.

### Nazionale
Dopo qualche partita nell'Under-21 e dopo qualche pre-convocazione, Frey viene incluso nella rosa della nazionale francese per l'incontro amichevole fra Francia e Polonia il 17 novembre 2004, non venendo poi comunque schierato dal commissario tecnico Raymond Domenech. Disputa una partita con la nazionale "B" il 21 agosto 2007, quando gioca da titolare nell'amichevole persa in casa della corrispettiva nazionale slovacca. L'esordio in nazionale maggiore arriva poi il 21 novembre 2007, nell'incontro valevole per le qualificazioni a Euro 2008 in trasferta contro l'Ucraina, terminato poi con il punteggio di 2-2, con il pareggio ucraino determinato da un suo errore. Nel maggio dell'anno successivo verrà poi impiegato per un'amichevole contro l'Ecuador, che rappresenterà la sua seconda e ultima partita con la nazionale maggiore dei Bleus. Viene, inoltre, convocato per il Campionato europeo di calcio 2008 come secondo portiere.

## Statistiche

### Presenze e reti nei club
Statistiche aggiornate al 5 dicembre 2015.
| Stagione          | Squadra           | Campionato        | Campionato | Campionato | Coppe nazionali | Coppe nazionali | Coppe nazionali | Coppe continentali | Coppe continentali | Coppe continentali | Altre coppe | Altre coppe | Altre coppe | Totale | Totale |
| Stagione          | Squadra           | Comp              | Pres       | Reti       | Comp            | Pres            | Reti            | Comp               | Pres               | Reti               | Comp        | Pres        | Reti        | Pres   | Reti   |
| ----------------- | ----------------- | ----------------- | ---------- | ---------- | --------------- | --------------- | --------------- | ------------------ | ------------------ | ------------------ | ----------- | ----------- | ----------- | ------ | ------ |
| 1997-1998         | Cannes            | D1                | 24         | -40        | CF+CdL          | 0               | 0               | -                  | -                  | -                  | -           | -           | -           | 24     | -40    |
| 1998-1999         | Inter             | A                 | 7          | -10        | CI              | 2               | -1              | UCL                | 0                  | 0                  | -           | -           | -           | 9      | -11    |
| 1999-2000         | Verona            | A                 | 30         | -35        | CI              | 1               | -2              | -                  | -                  | -                  | -           | -           | -           | 31     | -37    |
| 2000-2001         | Inter             | A                 | 28         | -42        | CI              | 0               | 0               | UCL+CU             | 2+8                | -1 + -8            | SI          | 0           | 0           | 38     | -51    |
| Totale Inter      | Totale Inter      | Totale Inter      | 35         | -52        |                 | 2               | -1              |                    | 10                 | -9                 |             | 0           | 0           | 47     | -62    |
| 2001-2002         | Parma             | A                 | 29         | -41        | CI              | 0               | 0               | UCL+CU             | 2+8                | -2 + -4            |             | -           | -           | 39     | -47    |
| 2002-2003         | Parma             | A                 | 34         | -36        | CI              | 0               | 0               | CU                 | 4                  | -8                 | SI          | 1           | -2          | 39     | -46    |
| 2003-2004         | Parma             | A                 | 33         | -46        | CI              | 2               | -1              | CU                 | 5                  | -2                 | -           | -           | -           | 40     | -49    |
| 2004-2005         | Parma             | A                 | 36+2       | -62 + -1   | CI              | 0               | 0               | CU                 | 3                  | -2                 | -           | -           | -           | 41     | -65    |
| Totale Parma      | Totale Parma      | Totale Parma      | 132+2      | -185 + -1  |                 | 2               | -1              |                    | 22                 | -18                |             | 1           | -2          | 159    | -207   |
| 2005-2006         | Fiorentina        | A                 | 18         | -18        | CI              | 5               | -7              | -                  | -                  | -                  | -           | -           | -           | 23     | -25    |
| 2006-2007         | Fiorentina        | A                 | 38         | -31        | CI              | 2               | -1              | -                  | -                  | -                  | -           | -           | -           | 40     | -32    |
| 2007-2008         | Fiorentina        | A                 | 35         | -35        | CI              | 1               | -2              | CU                 | 13                 | -9                 | -           | -           | -           | 49     | -46    |
| 2008-2009         | Fiorentina        | A                 | 37         | -37        | CI              | 0               | 0               | UCL+CU             | 8+2                | -8 + -2            | -           | -           | -           | 47     | -47    |
| 2009-2010         | Fiorentina        | A                 | 36         | -43        | CI              | 3               | -4              | UCL                | 9                  | -12                | -           | -           | -           | 48     | -59    |
| 2010-2011         | Fiorentina        | A                 | 11         | -13        | CI              | 0               | 0               | -                  | -                  | -                  | -           | -           | -           | 11     | -13    |
| Totale Fiorentina | Totale Fiorentina | Totale Fiorentina | 175        | -177       |                 | 11              | -14             |                    | 32                 | -31                |             | -           | -           | 218    | -222   |
| 2011-2012         | Genoa             | A                 | 38         | -69        | CI              | 1               | -3              | -                  | -                  | -                  | -           | -           | -           | 39     | -72    |
| 2012-2013         | Genoa             | A                 | 36         | -49        | CI              | 1               | -1              | -                  | -                  | -                  | -           | -           | -           | 37     | -50    |
| Totale Genoa      | Totale Genoa      | Totale Genoa      | 74         | -118       |                 | 2               | -4              |                    | -                  | -                  |             | -           | -           | 76     | -122   |
| 2013-2014         | Bursaspor         | SL                | 27         | -39        | TK              | 10              | -12             | UEL                | 2                  | -5                 | -           | -           | -           | 39     | -56    |
| 2014-2015         | Bursaspor         | SL                | 0          | 0          | TK              | 0               | 0               | UEL                | 0                  | 0                  | -           | -           | -           | 0      | 0      |
| Totale Bursaspor  | Totale Bursaspor  | Totale Bursaspor  | 27         | -39        |                 | 10              | -12             |                    | 2                  | -3                 |             | -           | -           | 39     | -56    |
| Totale carriera   | Totale carriera   | Totale carriera   | 496+2      | -644 + -1  |                 | 28              | -34             |                    | 67                 | -63                |             | 1           | -2          | 594    | -746   |

### Cronologia presenze e reti in nazionale
| Cronologia completa delle presenze e delle reti in nazionale ― Francia | Cronologia completa delle presenze e delle reti in nazionale ― Francia | Cronologia completa delle presenze e delle reti in nazionale ― Francia | Cronologia completa delle presenze e delle reti in nazionale ― Francia | Cronologia completa delle presenze e delle reti in nazionale ― Francia | Cronologia completa delle presenze e delle reti in nazionale ― Francia | Cronologia completa delle presenze e delle reti in nazionale ― Francia | Cronologia completa delle presenze e delle reti in nazionale ― Francia |
| Data                                                                   | Città                                                                  | In casa                                                                | Risultato                                                              | Ospiti                                                                 | Competizione                                                           | Reti                                                                   | Note                                                                   |
| ---------------------------------------------------------------------- | ---------------------------------------------------------------------- | ---------------------------------------------------------------------- | ---------------------------------------------------------------------- | ---------------------------------------------------------------------- | ---------------------------------------------------------------------- | ---------------------------------------------------------------------- | ---------------------------------------------------------------------- |
| 21-11-2007                                                             | Kiev                                                                   | Ucraina                                                                | 2 – 2                                                                  | Francia                                                                | Qual. Euro 2008                                                        | -2                                                                     |                                                                        |
| 27-5-2008                                                              | Grenoble                                                               | Francia                                                                | 2 – 0                                                                  | Ecuador                                                                | Amichevole                                                             | -                                                                      | 46’                                                                    |
| Totale                                                                 |                                                                        | Presenze                                                               | 2                                                                      |                                                                        | Reti                                                                   | -2                                                                     |                                                                        |

## Palmarès

### Club
- Coppa Italia: 1

Parma: 2001-2002

### Individuale
- Guerin d'oro: 1

1999-2000

## Opere
- Claudio Villa e Michele Lanza (a cura di), Sebastien Frey, Masso delle Fate, 2008, ISBN 978-88-6039-132-2.
- Federico Calabrese (a cura di), Istinto puro, Minerva Edizioni, 2024, ISBN 978-88-3324-688-8.